# Beaupuy (Gers)
 Beaupuy  es una población y comuna francesa, ubicada en la región de Mediodía-Pirineos, departamento de Gers, en el distrito de Auch y cantón de L'Isle-Jourdain (Gers).

## Demografía
| 113 | 101 | 91 | 76 | 79 | 104 |
| Para los censos de 1962 a 1999 la población legal corresponde a la población sin duplicidades (Fuente: INSEE [Consultar]) |     |    |    |    |     |